# Köszönet, doktor
A Köszönet, doktor a Tankcsapda együttes 2009-ben megjelent második promóciós kislemeze, amely az ugyanebben az évben kiadott Minden jót című nagylemezt volt hivatott felvezetni.

## Közreműködők
- Lukács László – basszusgitár, ének
- Molnár "Cseresznye" Levente – gitár
- Fejes Tamás – dobok

## Külső hivatkozások
- Tankcsapda hivatalos oldal